# Damasceno Estudita
Damasceno Estudita (en griego: Δαμασκηνός Στουδίτης; en latín: Damascenus Studites) fue una autoridad clerical griega, orador y escritor del siglo XVI. Nacido en Salónica c. 1500, se hizo monje en Constantinopla, donde fue alumno de Tomás (Teófanes) Eleabulco Notaras en la academia patriarcal. En 1564 fue nombrado obispo de Lete y Rendina. En 1574 fue promovido a metropolitano de Naupacto y Arta, y más tarde sería exarca patriarcal de Etolia. Murió en 1577.
El nombre de Estudita se debe a que fue monje del monasterio de Studion, Constantinopla.
En algún momento antes de 1558, cuando aún era subdiácono (ὑποδιάκονος), Damasceno escribió su obra más célebre, el Tesoro (Θησαυρός), un compendio de 36 sermones dedicados a pasajes bíblicos. Escrito en el griego vernáculo de su época, la obra revela el amplio conocimiento de Damasceno respecto a las escrituras, la patrística, y la literatura histórica y filosófica. Desde su editio princeps en Venecia en 1568, el Tesoro se ha publicado en numerosas ediciones. El texto fue traducido al turco (1731; inédito) y a varias lenguas eslavas.